# 981 a.C.

## Eventos
- 28 de fevereiro e 23 de agosto - Eclipse solar[1].